# Schowalteria
Schowalteria is een geslacht van uitgestorven zoogdieren uit de Taeniodonta. Dit dier leefde tijdens het Laat-Krijt in Noord-Amerika (Canada). Er is één soort bekend, B. clemensi.
Fossiel materiaal van Schowalteria is gevonden in de Scollard-formatie in de Canadese provincie Alberta en dateert uit het Laat-Maastrichtien, waarmee de Schowalteria de oudst bekende soort uit de Taeniodonta is. Het formaat van dit dier is onduidelijk vanwege het beperkte fossiele materiaal – slechts een partiële kaak – maar Schowalteria was zeker een van de grootste zoogdieren van het Mesozoïcum.
Het is de vroegst bekende vertegenwoordiger van Taeniodonta, een gespecialiseerde afstamming van niet-placentale eutherische zoogdieren die anders gevonden worden in afzettingen uit het Paleoceen en Eoceen. Hij valt op door zijn grote omvang en was een van de grootste zoogdieren uit het Mesozoïcum, en zijn specialisatie naar herbivoor, die in sommige opzichten die van zijn latere verwanten overtreft.

## Beschrijving
Momenteel wordt Schowalteria beschouwd als een monotypisch geslacht, met slechts als enige soort Schowalteria clemensi. Het is bekend van slechts één schedel. Schowalteria deelt een aantal overeenkomsten met latere taenidonten, namelijk een vergelijkbare morfologie van de hoektanden en snijtanden, vergelijkbare verhoudingen van het gezicht en een vergelijkbare constructie van de zygomatische boog, maar in tegenstelling tot hen is het occlusale oppervlak bijna volledig vlak afgesleten, en het slijtagefacet omvat de paracone en metacone volledig, waardoor alleen een omtrek van de buccale zijde van de bases van deze cuspen overblijft, wat radicaal verschilt van de meer 'normale' slijtagepatronen van de tanden van andere taenidonten. Op basis van de verhoudingen van de schedel werd de grootte aanvankelijk vergeleken met Didelphodon vorax, waardoor het een van de grootste zoogdieren van het Mesozoïcum was op het moment van zijn ontdekking, maar latere metingen hebben grotere maten genoemd; Anne Weil veronderstelt een bereik vergelijkbaar (maar niet bevestigd) met Repenomamus giganticus, terwijl latere analyse laat zien dat het net zo groot is als de laatste taeniodonten.

## Bereik
Schowalteria komt voor in de Trochu-afzettingen van Alberta, daterend uit het Maastrichtien van het Krijt. Deze vindplaats maakt deel uit van de grotere Edmonton Groep, die waarschijnlijk een warme, gematigde omgeving vertegenwoordigde. Overblijfselen van zoogdieren komen veel voor in deze vindplaats, zoals verschillende metatheriërs en multituberculaten.

## Classificatie
Schowalteria is een taeniodonte eutheriër. In eerste instantie werd Schowalteria beschouwd als een tamelijk afgeleid lid dat verwant is aan de stylinodonten, maar uit recenter onderzoek blijkt dat het een meer basale soort is binnen de groep, minder verwant aan de stylinodonten dan Onychodectes.

## Biologie
Ondanks het feit dat Schowalteria een basale taeniodont is, is het redelijk afgeleid, misschien wel meer dan latere taenidonten. Het deelt met hen vergelijkbare speciaties in de richting van herbivorie en mogelijk fossorialiteit, maar in tegenstelling tot hen bezit het ook bewijs van transversaal (ungulate-achtige) kauwen, waardoor het nog meer gespecialiseerd is in het verwerken van vegetatie.
Als een van de grootste zoogdieren van zijn tijd en een vrij gespecialiseerde herbivoor, was Schowalteria een vrij spectaculaire soort onder de dinosauriërrijke fauna's van het einde van het Krijt.